# Blizanów (gemeente)
De gemeente Blizanów is een landgemeente in het Poolse woiwodschap Groot-Polen, in powiat Kaliski.
De zetel van de gemeente is in Blizanów.
Op 30 juni 2004 telde de gemeente 9247 inwoners.

## Oppervlakte gegevens
In 2002 bedroeg de totale oppervlakte van gemeente Blizanów 157,82 km², waarvan:
- agrarisch gebied: 69%
- bossen: 25%

De gemeente beslaat 13,6% van de totale oppervlakte van de powiat.

## Demografie
Stand op 30 juni 2004:
| Omschrijving                   | Totaal | Totaal | Vrouwen | Vrouwen | Mannen | Mannen |
| ------------------------------ | ------ | ------ | ------- | ------- | ------ | ------ |
| eenheid                        | aantal | %      | aantal  | %       | aantal | %      |
| inwoners                       | 9247   | 100    | 4733    | 51,2    | 4514   | 48,8   |
| bevolkingsdichtheid (inw./km²) | 58,6   | 58,6   | 30      | 30      | 28,6   | 28,6   |

In 2002 bedroeg het gemiddelde inkomen per inwoner 1353,13 zł.

## Administratieve plaatsen (sołectwo)
Biskupice, Blizanów, Blizanów Drugi, Blizanówek, Bogucice, Brudzew, Czajków, Dębniałki, Dębniałki Kaliskie, Dojutrów, Godziątków, Janków Drugi, Janków Pierwszy, Janków Trzeci, Jarantów, Jarantów-Kolonia, Jastrzębniki, Korab, Kurza, Lipe, Lipe Trzecie, Łaszków, Pamięcin, Pawłówek, Piotrów, Piskory, Poklęków, Pruszków, Romanki, Rychnów, Rychnów-Kolonia, Skrajnia, Skrajnia Blizanowska, Szadek, Szadek-Kolonia, Warszówka, Wyganki, Zagórzyn, Żegocin, Żerniki.

## Aangrenzende gemeenten
Chocz, Gołuchów, Grodziec, Kalisz, Pleszew, Stawiszyn, Żelazków